# Хаммастунтури
Ха́ммасту́нтури (фин. Hammastunturin erämaa) — заповедная территория, расположенная в Лапландии, Финляндия. Основана в 1991 году вместе с 11 другими заповедниками Финляндии. Занимает площадь 1825 км² между национальным парком Урко Кекконен на востоке и национальным парком Лемменйоки  на западе. Находится под надзором у лесного управления Финляндии.
История района заповедника включает период оленеводства, золотой лихорадки в Лапландии и впоследствии строительство дорог и населённых пунктов. Во время золотодобычи в 1870-е Культала была большим поселением на реке Ивалойоки, населённая сотнями старателей и диггеров, одержимыми поисками драгоценностей.